# Lutstemning
Lutstemning opnås ved at stemme tredje streng en halv tone ned, så stemningen bliver E-A-D-F#-H-E. Den anvendes især i klassisk guitar for at gøre stykker, der oprindelig har været skrevet for lut teknisk nemmere at spille.